# 碲醇

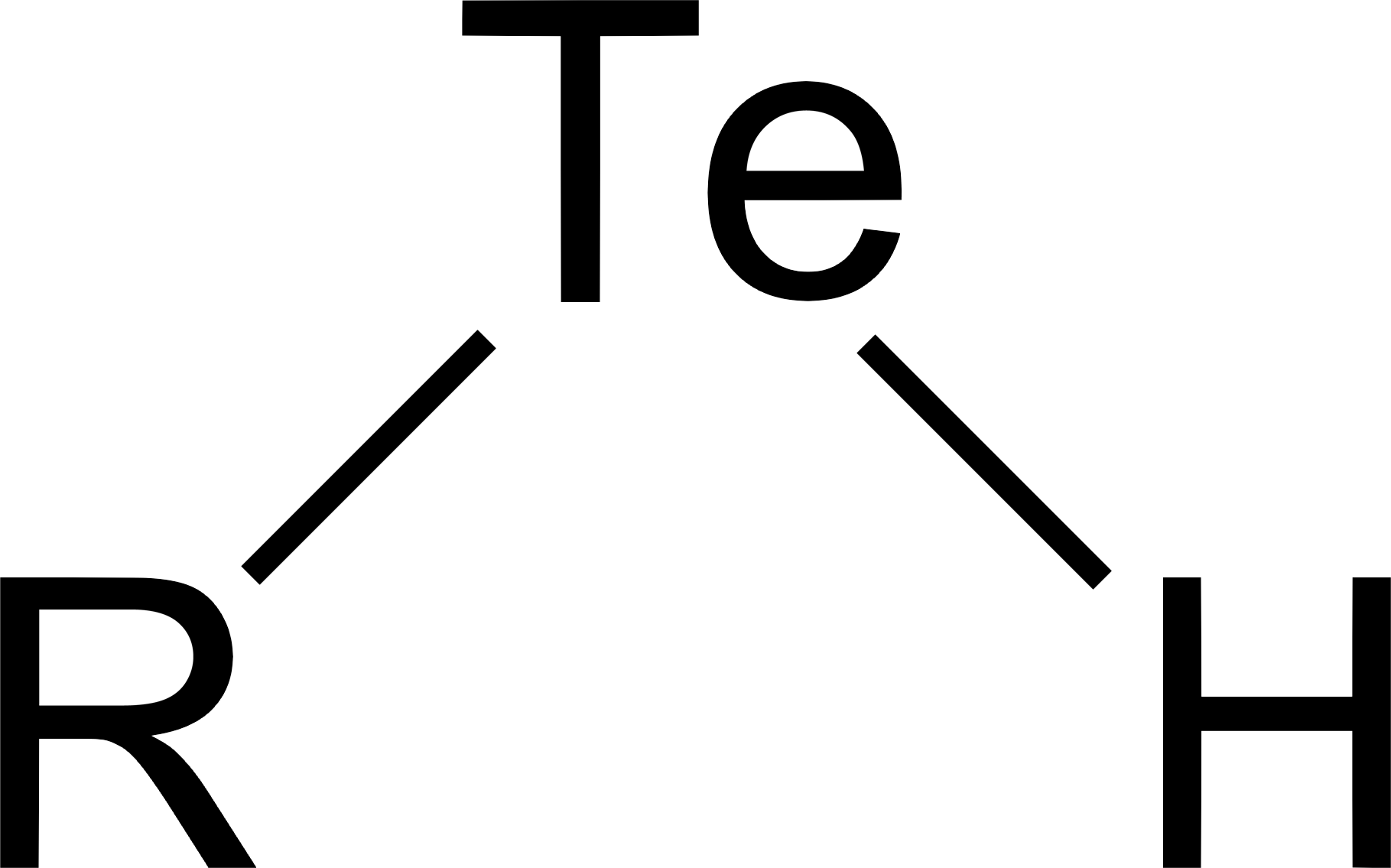
碲醇的結構

碲醇（英語：tellurol）是指含有碲醇基（形如-TeH的官能团）的有機化合物。

## 性質
碲醇是醇和酚的類似物，其中醇的氧被替換成了碲。碲醇和硒醇、硫醇具有類似的性質，其中碲醇是最穩定的。

## 結構和成鍵
碲醇與硒醇結構相似，但C-Te鍵長比C-Se的鍵長稍長一些。C-Te-H的鍵角為90°，比C-Se-H略小。

## 物理性質
碳數少的碲醇多為黃色的液體，並具有強烈刺激的氣味，而碳數較多的碲醇多為無色結晶。碲醇是有機碲化合物較穩定的一種。

## 酸鹼性
碲醇的酸鹼性可以從碲化氫的酸度和離解常數來推斷，碲化氫(H2Te)的pKa是2.64對應的解離常數為2.3×10-3.5。所以碲化氫的pKa比硒化氫和硫化氫低且碲化氫的解離常數比硒化氫和硫化氫還要高

## 命名
碲醇的官能基的命名為氫碲基，但也有人稱作基，類似於巰基和羥基和基，是將元素的偏旁組合起來，讀作ㄑㄧˋ(氫碲)。

## 例子
- 甲碲醇
- 乙碲醇
- 乙二碲醇
- 1-丙碲醇